# Schistophragma
Schistophragma es un género con cuatro especies de plantas de flores de la familia Scrophulariaceae. 

## Especies seleccionadas
- Schistophragma intermedia
- Schistophragma intermedium
- Schistophragma polystachya
- Schistophragma pusilla

- Datos: Q9075023
- Especies: Schistophragma